# 덴슈

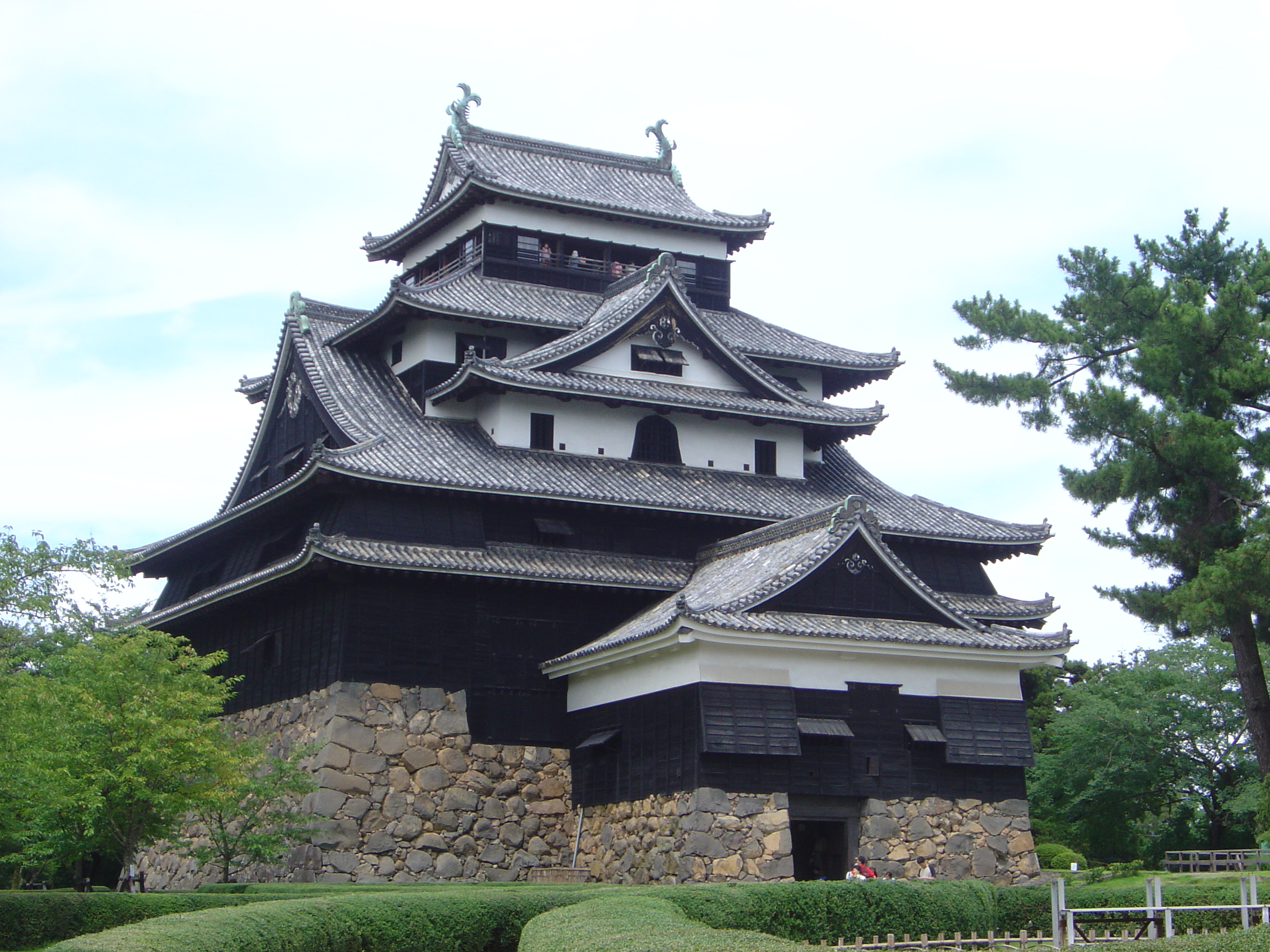

덴슈(天守→천수)는 일본의 센고쿠 시대 이후 지어진 성 내에서 볼 수 있는 상징적인 건물 양식이다. 일본 건축학 학술 용어로, 속어로 덴슈가쿠(天守閣→천수각)라고도 한다. 유럽식 성의 아성의 일본어 번역으로 사용될 수도 있다.

## 개요
일본의 성에서 천수각이 건립된 것은 생각보다 그리 오래전의 이야기는 아니다. 대체로 오다 노부나가가 아즈치성을 거처로 삼을 때 건립했다는 것이 일반적이다. 천수각은 망루와 비슷한 건물로 외관은 2층~5층으로 보이며 혼마루에 건립된 경우가 많이 있다. 천수각 밑은 천수대라는 석벽이 받치고 있으며 천수의 크기에 따라 소천수, 부천수, 또는 중천수 등으로 불리며 이들과 함께 더 큰 천수가 있는 경우 대천수라고 한다. 그리고, 천수가 없는 성중 3층 망루를 천수로 삼았는데 이 망루를 오산가이 야구라(御三階櫓)라고 한다.
현재 남아 있는 성중에서 천수가 옛 그대로 남아 있는 천수를 현존 천수라고 부르며 12곳의 성에 현존해 있다. 그 밖에도 천수를 옛 그대로 복원한 복원 천수, 예전에 천수가 있었지만 옛것과 다르게 지어진 부흥 천수, 천수가 없는 성에 천수를 건립한 모의 천수가 있다. 간혹 천수대를 지었지만, 천수각을 건립안한 성도 있다.

### 오산가이 야구라

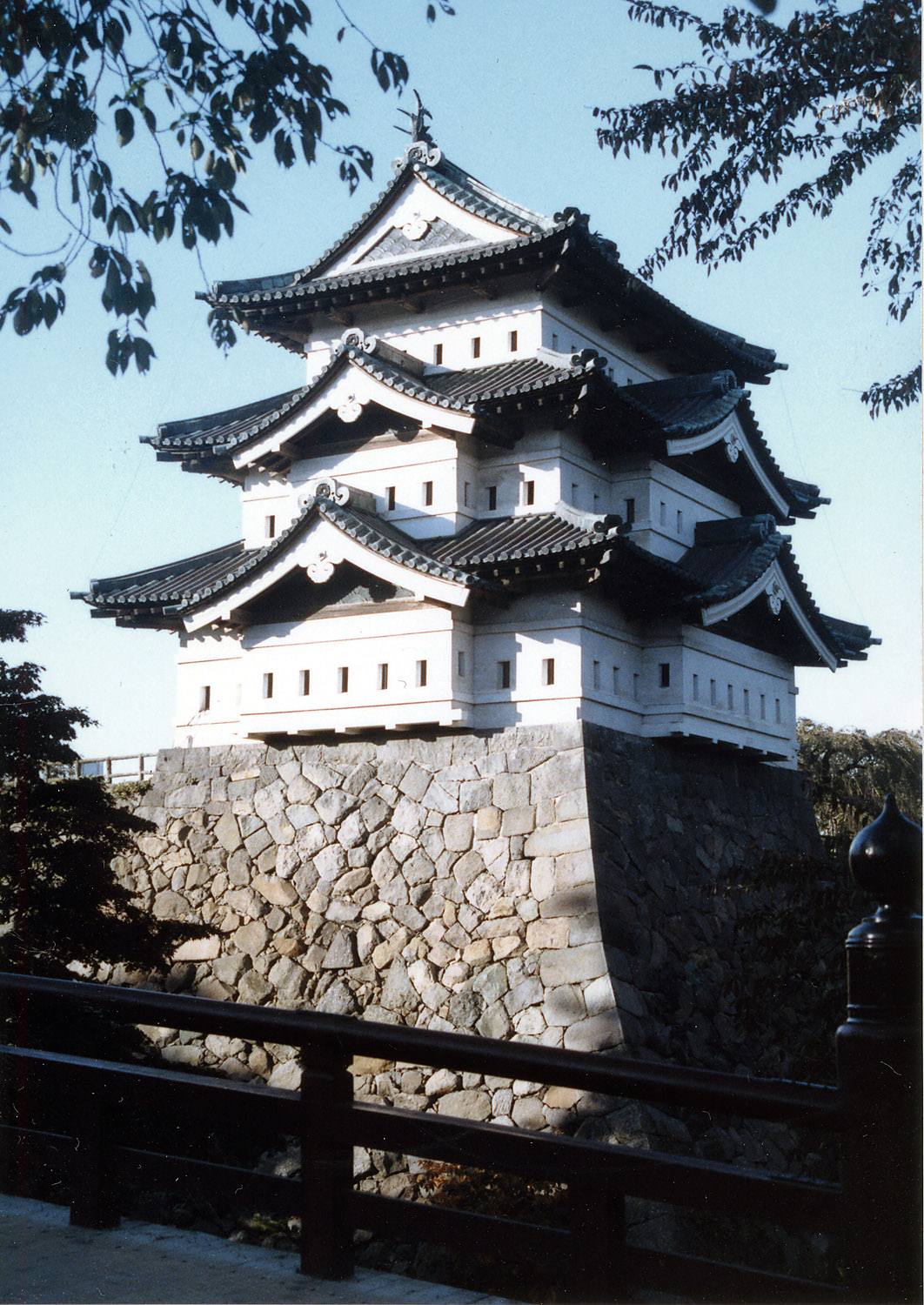
히로사키성 천수

에도 시대 무가제법도와 일국일성령에 따라 천수가 건립되지 않은 성도 생기게 된다. 이때 3층의 망루를 대신 천수로 삼았다. 하지만, 막부의 우려 때문에 천수라는 명칭은 사용되지 않았다. 가나자와성과 미토성과 같이 내부는 5층과 4층으로 천수와 같았고 혼마루에 건립되었다. 현존해 있는 오산가이 야구라는 히로사키성의 천수와 마루가메성의 천수이다.

### 천수가 없는 성
센고쿠 시대 이전의 성에는 천수각을 볼 수 없다. 그리고, 에도 시대에 들어서면서 천수의 건립이 필요없다고 여겨져 천수대조차도 없는 성도 있다. 또, 천수각이 있었지만 소실되어 재건되지 않은 성도 있고, 천수대를 지었지만, 천수각을 건립안한 성도 있다.
에도 시대, 천수대와 천수가 조성되지 않았던 경우는 다음과 같다.
1. 천수는 있었지만, 소실, 파괴되어 이후, 조성이 필요없다고 판단된 경우(에도성, 오사카성 등)
2. 천수는 있었지만, 소실, 파괴되어 다시금 천수를 조성하려고 했지만, 막부의 우려와, 재정난으로 조성하지 않은 경우(가나자와성, 후쿠이성, 사가성 등)
3. 천수를 조성할 예정으로 천수대를 조성했지만, 막부의 우려와 재정난으로 조성하지 못한 경우(후쿠오카성, 아코성 등)
4. 천수대, 천수를 조성하지 않은 경우(요네자와성, 센다이성 등)

### 천수의 열개 덕목
병법에 따르면 천수에는 10가지 장점이 있다.
1. 성안을 두루 볼 수 있다.
2. 성밖을 두루 볼 수 있다.
3. 먼 곳을 두루 볼 수 있다.
4. 성안에 무사를 자유롭게 배치할 수 있다.
5. 성안에 대해 좀 더 신경을 쓰게된다.
6. 성을 방어할 때 자유롭게 명령을 하달할 수 있다.
7. 적의 침입을 두루 살필 수 있다.
8. 원거리 공격무기에 대해 방어가 용이하다.
9. 비상시 전법을 생각한대로 펼 수 있다.
10. 성의 상징이다.

- 천수의 명칭 유래: 천수라는 이름은 전주(殿主) 전수(殿守)에서 유래 되었거나, 종교적 용어인 천주(天主)에서 유래되었다고 사료된다.
- 천수의 층수 세는 법: 천수는 외관으로 보이는 층수와 내부의 층수를 둘 다 적어주어야 되기 때문에 [-층-계] 또는 [-중-계]로 나타낸다. 예를 들어 마쓰모토성의 경우 5층6계인 천수이므로 외관은 5층 내부는 6층인 천수각이 된다.

### 천수의 구조

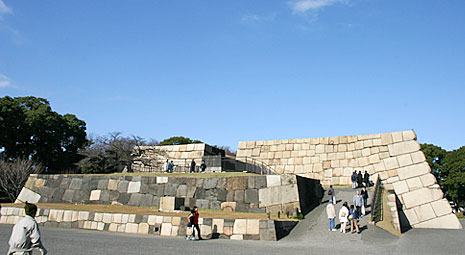
에도성의 천수대

천수는 다른 망루와 같이 성의 방위와 내화성, 내진성을 갖춘 건물이다. 이에 더해 성의 상징적인 건물이기 때문에 다른 건물과 차별되게 여러 하후나 화두창 등으로 장식되어 있고 천수대 위에 건립되어 있다. 천수 내부에는 대형 망루와 같은 모야와 이리카와를 갖추어 있고 천수를 방어할 수 있게 이시오토시와 사마(狹間)가 설치되어 있다.
- 천수대: 천수각을 받치고 있는 별도의 석벽이다.
- 하후베야(破風部屋): 하후가 있는 곳에 위치한 방으로 출창(出窓)의 역할을 하고 있다.
- 하후(破風): 처마를 꾸며주는 것으로 삼각형에서 투구 모양이 있다. 사원 건물이나 성곽 건물에 많이 설치되었다. 맛배지붕과 팔짝지붕의 한쪽 측면의 삼각형 부분이 하후에 속한다.
- 나게시가타(長押形): 회벽으로된 벽을 보여주기 위해 기둥이 벽으로 나와 건물을 장식하고 있다.
- 마와리엔, 고란(廻縁, 高欄): 천수각 최상층에 있는 난간이다. 특히 몇몇 천수에서 난간에 도이타라고 불리는 판자를 단 경우도 있다. 이것을 가라즈쿠리(唐造)라고 한다.
- 샤치(鯱): 샤치호코라고도 많이 불린다. 샤치호코는 상상속의 동물로 몸은 물고기, 머리는 호랑이, 꼬리는 향상 하늘로 향해있다. 덧붙여 샤치는 일본어로 범고래이다. 샤치의 용도는 치미(취두)와 같은 역할로 건물을 장식하고 있다. 샤치는 일종의 액막이용으로 화마를 막아준다고 한다. 특히 나고야성의 긴샤치가 유명한데 처음 긴샤치가 놓여 있을 때 한 쌍의 긴샤치의 금의 사용량은 320 kg이었다. 불행히도 태평양 전쟁 때 소실되어 지금은 나고야 시의 깃봉의 환두로 사용되고 있다. 현재 나고야성에서 볼 수 있는 긴샤치는 오사카 조폐국에서 복원한 것으로 한 쌍의 긴샤치에 들어간 금의 양은 88 kg이다.

## 천수의 형식

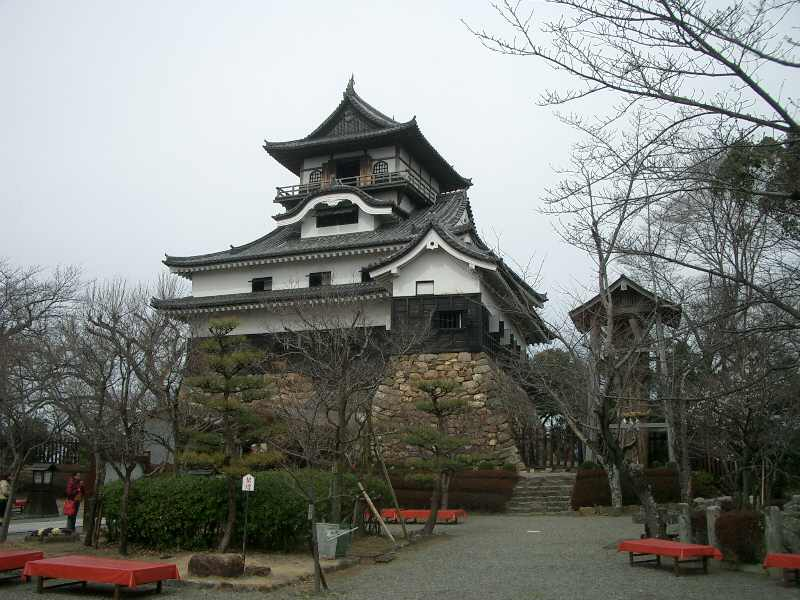
이누야마성 천수 (망루형)

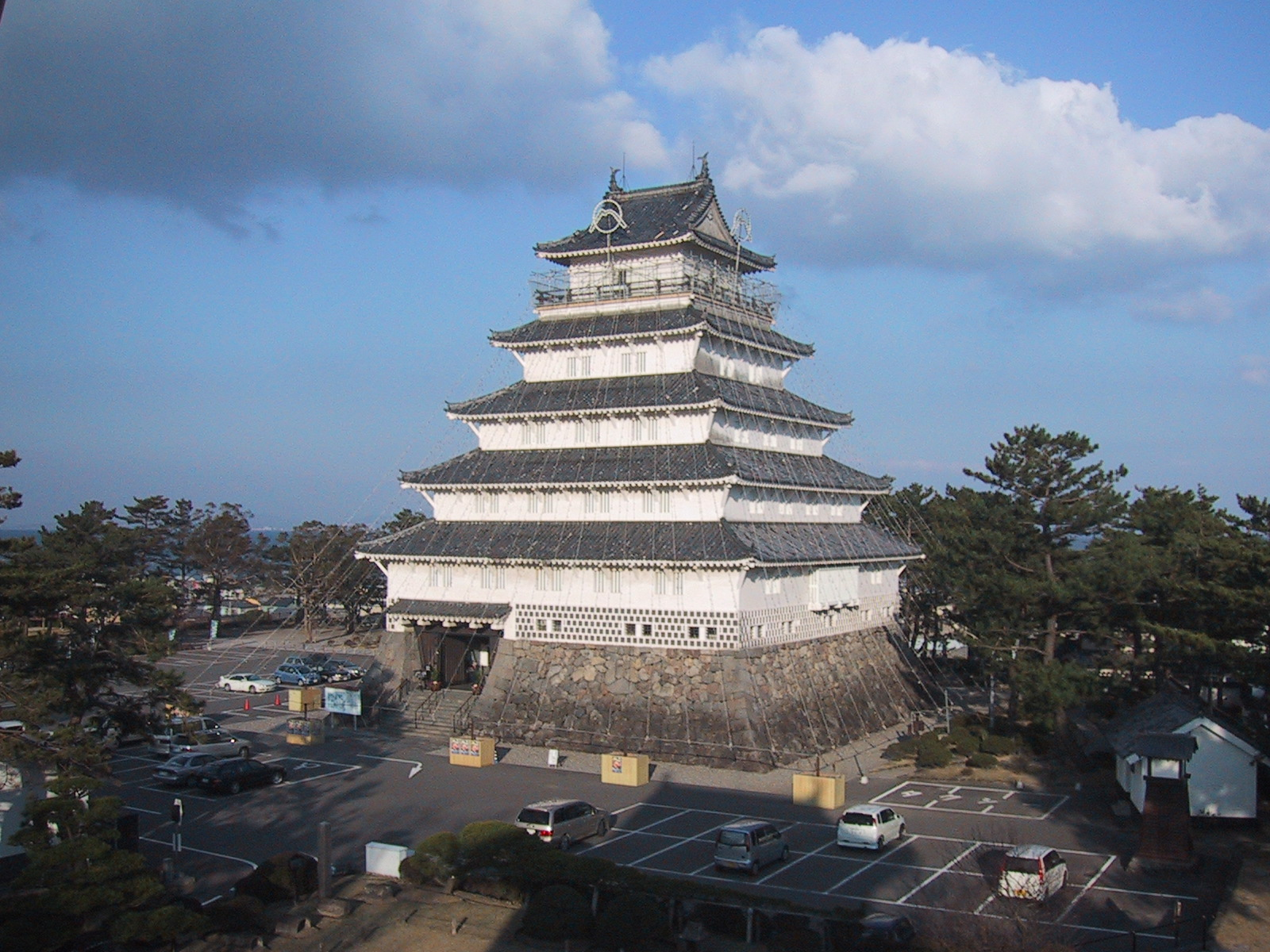
시마바라성의 천수 (승탑형)

천수의 형식은 망루와 같이 망루형, 승탑형으로 나눌 수 있다.

### 망루형
간단히 망루형은 지붕위에 소형의 망루를 얻진 모양이다. 천수의 특징중 하나인 하후가 설치되어 있다. 특히 망루형은 초기 망루형과 후기 망루형으로 세분화 할 수 있는데 세키가하라 전투 이전에 건립된 천수에서 많이 볼 수 있다. 이누야마성과 마루오카성 등 지붕의 체감율이 큰 것이 특징이다. 후기 망루형은 세키가하라 전투 이후에 건립된 천수에서 많이 볼 수 있다. 히메지성과 마쓰에성 등과 같이 지붕의 체감율이 작거나 망루의 부분의 특징이 두드러지지 않는 것이 특징이다.

### 승탑형
1624년~1643년 동안인 일본의 간에(寛永)년간 이후에 건립된 천수에서 볼 수 있다. 일본의 사원에서 볼 수 있는 오층 목탑과 비슷한 모양인 것이 특징이다.
상부로 올라갈수록 평면규모가 체감하고 최상부의 지붕은 팔작지붕을 하고 있다. 지도리 하후와 가라 하루가 붙어 있지만, 하후가 없고 팔작지붕만으로 된 것도 있다. 초기 승탑형 천수는 최하층부가 체감율과 상관없이 큰 것이 특징이다.

## 천수의 배치 형식
천수의 배치 형식은 독립식, 복합식, 연결식, 연립식으로 나눌 수 있다.

### 독립식
천수가 홀로 있는 경우를 말한다. 주로 승탑형 천수에서 많이 볼 수 있다.
예로 우와지마성 등이 있다.

### 복합식
천수에 망루 등이 붙어 있는 경우를 말한다.
예로 오카야마성 등이 있다.

### 연결식
대천수와 소천수가 와타리 망루나 통로로 연결된 것을 말한다.
예로 나고야성 등이 있다.

### 연립식
대천수와 소천수가 여러 망루들과 연결된 경우를 말한다. 복잡하여 방어에 유리하고 건물 내에 별도의 구역을 둘 수 있다.
예로 와카야마성 등이 있다.

## 오늘날의 천수

### 현존 천수
1873년(메이지 6년) 폐성령이 반포됨에 따라 많은 성들이 폐성되었고, 남아 있던 60여 곳의 성에 군부대가 주둔하였다. 하지만, 이마저도 태평양 전쟁에서 많은 성들이 공습을 받아 소실되어 현재 12곳만 남아있다. 그 중 4곳의 천수가 국보로 지정되었으며, 나머지는 8곳은 중요문화재로 지정되었다. 이들 천수들은 현존 12천수, 국보 4성, 중문 8성등으로 불리고 있다.
현존 12천수(국보 4성, 중문 8성)
- 국보 4성
  - 마쓰모토성(나가노현 마쓰모토시)
  - 이누야마성(아이치현 이누야마시)
  - 히메지성(효고현 히메지시)
  - 히코네성(시가현 히코네시)
- 중문 8성
  - 고치성(고치현 고치시)
  - 마루가메성(가가와현 마루가메시)
  - 마루오카성(후쿠이현 사카이시)
  - 마쓰야마성(오카야마현 다카하시시)
  - 마쓰야마성(에히메현 마쓰야마시)
  - 마쓰에성(시마네현 마쓰에시)
  - 우와지마성(에히메현 우와지마시)
  - 히로사키성(아오모리현 히로사키시)

### 복원 천수
말 그대로 복원한 천수를 말한다. 현존해 있는 당시 도면과 문헌 등을 토대로 충실히 재현한 천수가 있는 반면, 외관만 복원한 천수도 있다.
복원된 천수
- 시라카와고미네성(후쿠시마현 시라카와시)
- 시로이시성(미야기현 시로이시시)
- 시바타성(니가타현 시바타시)
- 와케가와성(시즈오카현 와케가와시)
- 오즈성(에히메현 오즈시)

외관만 복원한 천수
- 구마모토성(구마모토현 구마모토시)
- 나고야성(아이치현 나고야시)
- 마쓰마에성(홋카이도 마쓰마에군)
- 오가키성(기후현 오가키시)
- 오카야마성(오카야마현 오카야마시)
- 와카마쓰성(후쿠시마현 아이즈와카마쓰시)
- 와카야마성(와카야마현 와카야마시)
- 후쿠야마성(히로시마현 후쿠야마시)
- 후쿠치야마성(교토부 후쿠치야마시)
- 히로시마성(히로시마현 히로시마시)

### 부흥 천수
천수가 존재한 성이지만, 천수를 그대로 복원하지 않고 다르게 재건한 천수를 가리킨다.
| - 가미노야마성(야마가타현 가미노야마시) - 고쿠라성(후쿠오카현 기타큐슈시) - 기시와다성(오사카부 기시와다시) - 기후성(기후현 기후시) - 나가하마성(시가현 나가하마시) - 다카다성(니가타현 조에쓰시) - 다카시마성(나가노현 스와시) | - 시마바라성(나가사키현 시마바라시) - 오노성(후쿠이현 오노시) - 오다와라성(가나가와현 오다와라시) - 오사카성(오사카부 오사카시) - 오시성(사이타마현 교다시) - 오카자키성(아이치현 오카자키시) - 이와쿠니성(야마구치현 이와쿠니시) |

### 모의 천수
역사상으로 천수가 존재하지 않았지만, 성에 건립된 천수를 말한다.
다음과 같은 경우
1. 천수가 없는 성
2. 천수가 있었다고 의문이 드는 성
3. 천수대는 있지만, 천수가 건립되지 않은 성
4. 천수대가 없는 구역을 가진 성
5. 천수가 존재 했지만, 다른 장소에 성이 세워진 경우

| - 가라쓰성(사가현 가라쓰시) - 가쓰야마성(후쿠이현 가쓰야마시) - 가와노에성(에히메현 시코쿠추오시) - 가와시마성(도쿠시마현 요시노가와시) - 갓산히와성(미야자키현 미야코노조시) - 고마키성(아이치현 고마키시) - 구루리성(지바현 기미쓰시) - 구조하치만성(기후현 구조시) - 기사이성(사이타마현 기타사이타마군) - 기쓰키성(오이타현 기쓰키시) - 기요스성(아이치현 니시카스가이군) - 나가오카성(니가타현 나가오카시) - 나카무라성(고치현 시만토시) - 나카쓰성(오이타현 나카쓰시) - 다카오카성(미야자키현 미야자키시) - 다테야마성(지바현 다테야마시) - 도야마성(도야마현 도야마시) | - 덴진 산성(사이타마현 지치부군) - 무야성(도쿠시마현 나루토시) - 산노헤성(아오모리현 산노헤시) - 스모토성(효고현 스모토시) - 세키야도성(지바현 노다시) - 아야성(미야기현 히가시모로카타군) - 오타키성(지바현 이스미군) - 요코테성(아키다현 요코테시) - 우에노성(미에현 우에노시) - 우에시성(돗토리현 도하쿠군) - 이마바리성(에히메현 이마바리시) - 자우스 산성(오카야마현 아카이와시) - 지바성(지바현 지바시) - 하마마쓰성(시즈오카현 하마마쓰시) - 후시미성(교토부 교토시) - 히라도성(나가사키현 히라도시) - 히와사성(도쿠시마현 가이후군) |

### 천수각 풍의 건축물

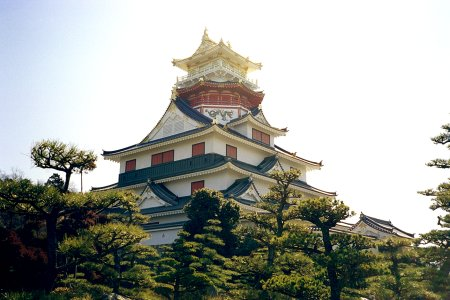
아즈치성

박물관이나 시청등 관공서를 천수각 외관으로 짓거나 후시미성과 같이 놀이 공원에 짓기도 한다. 하지만 이를 보는 시선을 그리 곱지 않다.
천수각풍 건축물
- 아즈치성(미에현 와타라이군 후타미정 이세 아즈치모모야마 문화촌)
- 이치노미야아와지성(효고현 아와지섬 쓰나군 이치노미야정 미술관)
- 사와 산성(시가현 히코네시 사와야마 공원)

그 외에도 많이 있다.

### 대한민국
서생포왜성과 순천왜성을 비롯한 여러 왜성에 천수기단이 남아 있으나 천수는 모두 소실돼 남아있는 것이 없다.

## 같이 보기
- 아성
- 일본의 성
- 구루와